# ماري تيريز أوبست
ماري تيريز أوبست (من مواليد 7 يناير 1996) هي لاعبة رمي الرمح ألمانية نرويجية حلصت على الميدالية الذهبية في بطولة كأس الرمي الأوروبية 2024، وبطولة الرابطة الوطنية لرياضة الجامعات عام 2021، وبطولة النرويج 2015، والميدالية البرونزية في بطولة أوروبا لألعاب القوى 2024. كما فازت أوبست ببطولة الشمال الأوروبي للناشئين (2015) والعديد من الألقاب الوطنية على مستوى الناشئين، بالإضافة إلى كونها حاملة الرقم القياسي النرويجي تحت 20 عامًا بعلامة 57.44 مترًا. تنافست في رمي الرمح للسيدات في دورة الألعاب الأولمبية الصيفية 2024.